# Eduardo Niño
Eduardo Niño García (Bogotá, Colombia; 8 de agosto de 1967) conocido simplemente como "Yayo" es un licenciado en educación física titulado en la  Universidad Libre y exfutbolista colombiano quien jugaba como arquero. Desde el año 2003 se ha desempeñado como preparador de arqueros en Millonarios, Deportivo Cali y en los combinados nacionales de Colombia, Venezuela y Emiratos Árabes Unidos. Actualmente es el preparador de arqueros de Millonarios.

## Como jugador

### Inicios
Eduardo Niño nació en Bogotá, y empezó en las inferiores de Independiente Santa Fe, su buen nivel lo llevó a ser convocado a la Selección de fútbol de Bogotá en 1983, entrando en la historia como el primer arquero que anotó un gol con el combinado capitalino en la victoria 4-0 frente a su similar del Magdalena en un torneo disputado en Ocaña.

### Independiente Santa Fe
Tras hacer el proceso en las inferiores cardenales, debuta en el año 1985. Poco a poco, iba mostrando sus capacidades debajo del arco.
En 1987, ya era titular en el cuadro cardenal, donde tuvo buenas actuaciones que le ayudaron a empezar a ser llamado a la selección Colombia. Siendo titular en el equipo albirrojo, se fue al América de Cali a mediados de 1990, tras ser un jugador importante en Santa Fe, y haber sido parte de la nómina de Colombia para el Mundial de Italia 1990.

### América de Cali  y Botafogo
Con el América consigue varios campeonatos nacionales y buenas participaciones internacionales; con los Diablos Rojos jugó durante 8 años, también militó en el Botafogo en condición de préstamo por seis meses en 1993. Su presencia en Brasil fue toda una novedad por tratarse, en ese tiempo, del octavo guardameta colombiano que atajaba en el exterior.

### Unión Magdalena
En el segundo semestre de 1999 por petición del entrenador Barrabás Gómez es transferido al Unión Magdalena, con el cual disputa 15 de los 22 partidos del torneo finalización, fue expulsado en el partido decisivo frente a Once Caldas y terminó descendiendo a la segunda división.

### Millonarios
En enero de 2000 ficha con Millonarios, destacándose internacionalmente en la  Copa Merconorte, siendo subcampeón en la edición del año 2000 (2 PJ) y campeón en la de 2001 (2PJ). Se retiraría de la actividad profesional durante el Torneo Finalización 2002 luego sufrir problemas cardíacos con tan solo 34 años de edad recién cumplidos.

## Selección nacional
Fue internacional con la Selección de fútbol de Colombia entre 1988 y 1991, jugando tres partidos sin recibir goles, Integró la selección nacional sub-20 que participó en el Juventud de América 85 en el que por primera vez una Selección Colombia Juvenil se clasificó a una Copa Mundial de Fútbol Juvenil jugado en la Unión Soviética, siendo suplente de René Higuita en la etapa clasificatoria pero en el Mundial fue el titular, ya que para el debut ante Baréin Higuita tenía una molestia en su brazo y por su buen desempeño terminó jugando todo el torneo orbital. Brasil eliminó al cuadro colombiano marcándole 6 goles, todos en la etapa complementaria, en el partido de cuartos de final; 2 años después fue titular de la Selección Colombia Juvenil que ganó el Juventud de América 87 repitiendo titularidad en el mundial de Chile del mismo año, también participó en el Preolímpico de Bolivia, las Copas América de Brasil 1989 y Chile 1991, además de la eliminatoria a Italia 1990 y el mundial fue segundo arquero en dicho mundial.

### Participaciones enCopas del Mundo
| Mundial                  | Sede                     | Resultado                | PJ                           | GR  | VI |
| ------------------------ | ------------------------ | ------------------------ | ---------------------------- | --- | -- |
| Mundial Juvenil de 1985  | Unión Soviética          | Cuartos de final         | 4                            | -10 | 0  |
| Mundial Juvenil de 1987  | Chile                    | Fase de grupos           | 3                            | -5  | 1  |
| Mundial de Italia 1990   | Italia                   | Octavos de final         | 0 (4 partidos como suplente) | 0   | 0  |
| Total en Copas del Mundo | Total en Copas del Mundo | Total en Copas del Mundo | 7                            | -15 | 1  |

### Participaciones enCopas América
| Torneo                 | Sede                   | Resultado              | PJ                           | GR | VI |
| ---------------------- | ---------------------- | ---------------------- | ---------------------------- | -- | -- |
| Copa América 1989      | Brasil                 | Fase de grupos         | 0 (4 partidos como suplente) | 0  | 0  |
| Copa América 1991      | Chile                  | Cuarto lugar           | 0 (7 partidos como suplente) | 0  | 0  |
| Total en Copas América | Total en Copas América | Total en Copas América | 0                            | 0  | 0  |

### Participaciones enEliminatorias al Mundial
| Eliminatoria                         | Sede del Mundial | Posición                                                | Resultado   | PJ                                | GR | VI |
| ------------------------------------ | ---------------- | ------------------------------------------------------- | ----------- | --------------------------------- | -- | -- |
| Eliminatorias Mundial de Italia 1990 | Italia           | 1°lugar 6pts Grupo 2 (Ganador Repesca Intercontinental) | Clasificado | 0 (3 convocatorias como suplente) | 0  | 0  |

## Como asistente

### Millonarios
Tras su retiro fue el preparador de arqueros de Millonarios entre enero de 2003 y junio de 2008. Allí ayudó a terminar la formación de José Fernando Cuadrado, quien había sido descubierto por Senén Mosquera.
A nivel internacional nuevamente (aunque ocupando otro cargo) vuelve a estar cerca de una final, mientras acompañaba al entrenador argentino Mario Vanemerak, en la Copa Sudamericana 2007 en donde cayeron en la semifinal frente al América de México.

### Deportivo Cali
Para enero de 2009 llega a ser el preparador de arqueros del Deportivo Cali en reemplazo de Jorge Rayo. Ocupando el cargo hasta mediados de 2020. 

### Selección Colombia
Entre 2005 y 2011 Eduardo Lara lo lleva como preparador de arqueros de las selecciones menores de Colombia.
En cuanto a la Selección Absoluta ocupó el cargo entre 2008 y 2018. Asistiendo a entrenadores como Jorge Luis Pinto, Eduardo Lara, Billo Gómez, Leonel Álvarez,  José Pékerman y Arturo Reyes.

### Selección Emiratos Árabes Unidos
A inicios de julio de 2020 es confirmado por Jorge Luis Pinto como su preparador de arqueros en la selección de fútbol de los Emiratos Árabes Unidos.

### Venezuela y segunda etapa en Deportivo Cali
Luego de asistir brevemente a José Pékerman en la Selección de fútbol de Venezuela, el 1 de octubre de 2022 su compañero Jorge Luis Pinto es contratado por el Deportivo Cali por segunda vez, Eduardo asume nuevamente el cargo de preparador de Arqueros.

### Millonarios (segunda etapa)
Luego de no ser tenido en cuenta en el cuerpo técnico del entrenador Hernán Torres en el Deportivo Cali y paralelamente por petición del entrenador Alberto Gamero en Millonarios, retorna tras 16 años a la preparación de arqueros del equipo embajador en el Torneo Finalización 2024.

## Estadísticas

### Como jugador

#### Clubes
| Club                       | Temporada           | Liga | Liga  | Copas Internacionales | Copas Internacionales | Total | Total |
| Club                       | Temporada           | PJ.  | Goles | PJ.                   | Goles                 | PJ.   | Goles |
| -------------------------- | ------------------- | ---- | ----- | --------------------- | --------------------- | ----- | ----- |
| Santa Fe · Colombia        | 1985-90             | 88   | 0     | Inexistentes          | Inexistentes          | 88    | 0     |
| América de Cali · Colombia | 1990-92             | 98   | 0     | 22                    | 0                     | 120   | 0     |
| Botafogo · Brasil          | 1993                | 1    | 0     | Inexistentes          | Inexistentes          | 1     | 0     |
| América de Cali · Colombia | 1993-99             | 92   | 0     | 0                     | 0                     | 92    | 0     |
| América de Cali · Colombia | Total club          | 190  | 0     | 22                    | 0                     | 212   | 0     |
| Unión Magdalena · Colombia | 1999                | 15   | 0     | Inexistentes          | Inexistentes          | 15    | 0     |
| Millonarios · Colombia     | 2000-02             | 84   | 0     | 4                     | 0                     | 88    | 0     |
| Total en su carrera        | Total en su carrera | 378  | 0     | 26                    | 0                     | 404   | 0     |

#### Selección nacional
| Selección                   | Año               | Amistosos | Amistosos | Copa América | Copa América | Copa Mundial | Copa Mundial | Eliminatorias Mundialistas | Eliminatorias Mundialistas | Total | Total |
| Selección                   | Año               | Part.     | Goles     | Part.        | Goles        | Part.        | Goles        | Part.                      | Goles                      | Part. | Goles |
| --------------------------- | ----------------- | --------- | --------- | ------------ | ------------ | ------------ | ------------ | -------------------------- | -------------------------- | ----- | ----- |
| Colombia Sub-20 · Colombia  |                   |           |           |              |              |              |              |                            |                            |       |       |
| 1985                        | --                | --        | --        | --           | 4            | 0            | --           | --                         | 4                          | 0     |       |
| 1987                        | --                | --        | --        | --           | 3            | 0            | --           | --                         | 3                          | 0     |       |
| Total                       | 0                 | 0         | 0         | 0            | 7            | 0            | 0            | 0                          | 7                          | 0     |       |
| Colombia Mayores · Colombia |                   |           |           |              |              |              |              |                            |                            |       |       |
| 1988                        | 1                 | 0         | --        | --           | --           | --           | --           | --                         | 1                          | 0     |       |
| 1989                        | --                | --        | 0         | 0            | --           | --           | 0            | 0                          | 0                          | 0     |       |
| 1990                        | 2                 | 0         | --        | --           | 0            | 0            | --           | --                         | 2                          | 0     |       |
| 1991                        | --                | --        | 0         | 0            | --           | --           | --           | --                         | 0                          | 0     |       |
| Total                       | 3                 | 0         | 0         | 0            | 0            | 0            | 0            | 0                          | 3                          | 0     |       |
| Total en Colombia           | Total en Colombia | 3         | 0         | 0            | 0            | 7            | 0            | 0                          | 0                          | 10    | 0     |

### Como asistente técnico (preparador de arqueros)
| Club                                        | Año           | AT de:             |
| ------------------------------------------- | ------------- | ------------------ |
| Millonarios · Colombia                      | 2003 - 2008   | Norberto Peluffo   |
| Millonarios · Colombia                      | 2003 - 2008   | Kinder Cortés      |
| Millonarios · Colombia                      | 2003 - 2008   | Dragan Miranović   |
| Millonarios · Colombia                      | 2003 - 2008   | Pecoso Castro      |
| Millonarios · Colombia                      | 2003 - 2008   | Nano Prince        |
| Millonarios · Colombia                      | 2003 - 2008   | Cerveleon Cuesta   |
| Millonarios · Colombia                      | 2003 - 2008   | Juan Carlos Osorio |
| Millonarios · Colombia                      | 2003 - 2008   | Mario Vanemerak    |
| Millonarios · Colombia                      | 2003 - 2008   | Bonner Mosquera    |
| Selecciones menores · Colombia              | 2005 - 2011   | Eduardo Lara       |
| Selección absoluta · Colombia               | 2008 - 2019   | Jorge Luis Pinto   |
| Selección absoluta · Colombia               | 2008 - 2019   | Eduardo Lara       |
| Selección absoluta · Colombia               | 2008 - 2019   | Bolillo Gómez      |
| Selección absoluta · Colombia               | 2008 - 2019   | Leonel Álvarez     |
| Selección absoluta · Colombia               | 2008 - 2019   | José Pékerman      |
| Selección absoluta · Colombia               | 2008 - 2019   | Arturo Reyes       |
| Deportivo Cali · Colombia                   | 2009 - 2020   | Cheche Hernández   |
| Deportivo Cali · Colombia                   | 2009 - 2020   | Cacique Bernal     |
| Deportivo Cali · Colombia                   | 2009 - 2020   | Jaime de la Pava   |
| Deportivo Cali · Colombia                   | 2009 - 2020   | Rubén Darío Insúa  |
| Deportivo Cali · Colombia                   | 2009 - 2020   | Julio Comesaña     |
| Deportivo Cali · Colombia                   | 2009 - 2020   | Héctor Cárdenas    |
| Deportivo Cali · Colombia                   | 2009 - 2020   | Leonel Álvarez     |
| Deportivo Cali · Colombia                   | 2009 - 2020   | Pecoso Castro      |
| Deportivo Cali · Colombia                   | 2009 - 2020   | Mario Yepes        |
| Deportivo Cali · Colombia                   | 2009 - 2020   | Checho Angulo      |
| Deportivo Cali · Colombia                   | 2009 - 2020   | Gerardo Pelusso    |
| Deportivo Cali · Colombia                   | 2009 - 2020   | Lucas Pusineri     |
| Deportivo Cali · Colombia                   | 2009 - 2020   | Alfredo Arias      |
| Selección absoluta · Emiratos Árabes Unidos | 2020          | Jorge Luis Pinto   |
| Selección absoluta · Venezuela              | 2021 - 2022   | José Pékerman      |
| Deportivo Cali · Colombia                   | 2022 - 2024   | Jorge Luis Pinto   |
| Deportivo Cali · Colombia                   | 2022 - 2024   | Jaime de la Pava   |
| Deportivo Cali · Colombia                   | 2022 - 2024   | Cocho Patiño       |
| Millonarios · Colombia                      | 2024-presente | Alberto Gamero     |
| Millonarios · Colombia                      | 2024-presente | David González     |

## Palmarés

### Campeonatos nacionales
| Título           | Club                   | País     | Año     |
| ---------------- | ---------------------- | -------- | ------- |
| Copa Colombia    | Independiente Santa Fe | Colombia | 1989    |
| Primera División | América de Cali        | Colombia | 1990    |
| Primera División | América de Cali        | Colombia | 1992    |
| Primera División | América de Cali        | Colombia | 1996/97 |

### Campeonatos internacionales
| Título              | Club             | País     | Año  |
| ------------------- | ---------------- | -------- | ---- |
| Juventud de América | Colombia Juvenil | Colombia | 1987 |
| Copa Merconorte     | Millonarios      | Ecuador  | 2001 |